# Thelocactus

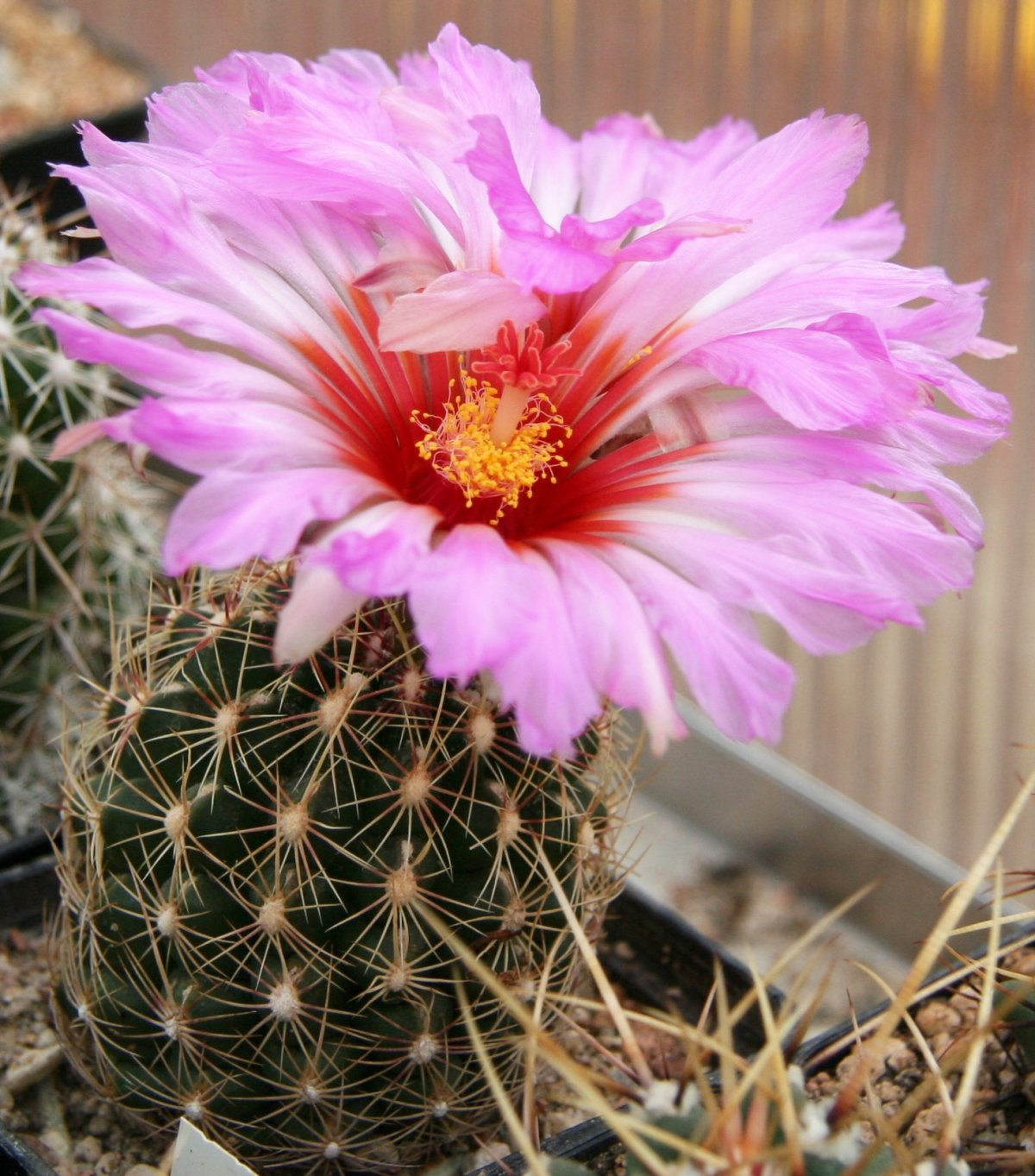
Thelocactus bicolor

Thelocactus (K.Schum.) Britton & Rose – rodzaj sukulentów z rodziny kaktusowatych (Cactaceae).

## Systematyka
Synonimy
Hamatocactus Britton & Rose, Thelomastus Fric (nom. inval.).
Pozycja systematyczna według APweb (aktualizowany system APG III z 2009)
Należy do rodziny kaktusowatych (Cactaceae) Juss., która jest jednym z kladów w obrębie rzędu goździkowców (Caryophyllales) i klasy roślin okrytonasiennych. W obrębie kaktusowatych należy do plemienia Cacteae, podrodziny Cactoideae.
Pozycja w systemie Reveala (1993-1999)
Gromada okrytonasienne (Magnoliophyta Cronquist), podgromada Magnoliophytina Frohne & U. Jensen ex Reveal, klasa Rosopsida Batsch, podklasa goździkowe (Caryophyllidae Takht.), nadrząd Caryophyllanae Takht., rząd goździkowce (Caryophyllales Perleb), podrząd Cactineae Bessey in C.K. Adams, rodzina kaktusowate (Cactaceae Juss.), rodzaj Thelocactus (K.Schum.) Britton & Rose.
Uwagi taksonomiczne
Do rodzaju zaliczone zostały także niektóre gatunki przeniesione z rodzajów Neolloydia, Ferocactus, Pediocactus i Echinomastus (włączonego do Sclerocactus Britton & Rose). Badania chloroplastowego DNA umiejscawiają określone gatunki Thelocactusa blisko rodzajów Ferocactus, Glandulicactus (włączanego do Sclerocactus Britton & Rose) i Leuchtenbergia. Przypuszcza się, że rodzaj jest parafiletyczny lub polifiletyczny, dlatego potrzebne są dalsze badania pokrewieństwa jego gatunków.
Gatunki
- Thelocactus bicolor (Galeotti) Britton & Rose
- Thelocactus conothelos (Regel & Klein) F.M. Knuth
- Thelocactus hastifer (Werderm. & Boed.) F.M. Knuth
- Thelocactus heterochromus (F.A.C.Weber) Oosten
- Thelocactus hexaedrophorus (Lem.) Britton & Rose
- Thelocactus lausseri Říha & Busek
- Thelocactus leucacanthus (Zucc. ex Pfeiff.) Britton & Rose
- Thelocactus macdowellii (Rebut ex Quehl) Glass
- Thelocactus panarottanus Halda
- Thelocactus rinconensis (Poselg.) Britton & Rose
- Thelocactus setispinus (Engelm.) E.F.Anderson
- Thelocactus tulensis (Poselg.) Britton & Rose